# Рагимов, Кёроглы Исмаил оглы
Кёроглы Исмаил оглы Рагимов (азерб. Rəhimov Koroğlu İsmayıl oğlu; 31 октября 1953 года, село Хачмаз, Варташенский район, Азербайджанская ССР — 3 июля 1992, под Мардакертом (Агдере) в Нагорном Карабахе) — азербайджанский военный деятель, участник Первой карабахской войны, Национальный Герой Азербайджана.

## Биография
Кёроглы Исмаил оглы Рагимов родился 31 октября 1953 года в селе Хачмаз Варташенского района (ныне Огузский район). В первый класс пошёл в школу села Ягублу, впоследствии семья Рагимовых переехала в село Сарыджаллы Зангибасарского района Армянской ССР.
В 1969 году поступил в Азербайджанский институт нефти и химии, на факультет автомеханики. В 1972 году был призван в ряды советской армии. После завершения в 1974 году военной службы в ГДР продолжил образование. В 1992 году, после того как началась Первая карабахская война, Кёроглы Рагимов записался добровольцем в ряды Национальной Армии Азербайджана.
Сражался в боях за сёла Бузлуг, Чартаз и Эркеч Геранбойского района. 3 июля 1992 года Кёроглы Рагимов погиб в битве близ Мардакерта (Агдере). 16 сентября 1994 года Рагимову Кёроглы Исмаил оглы посмертно присвоено звание Национального героя Азербайджана.
На момент гибели был женат. Имел троих детей.

## Память
- Кёроглы Исмаил оглы Рагимов похоронен в Баку на Аллее шахидов[1].
- Одна из улиц Наримановского района города Баку носит его имя. Также здесь установлен бюст героя[1].
- Улице и детскому саду в селе Хачмаз Огузского района присвоено имя Рагимова[1][3].

Могила Кёроглы Рагимова на Аллее Шахидов в Баку
Бюст Кёроглы Рагимова в Баку